# Матильда Пілакапіо
Матильда Пілакапіо — правозахисниця та екологічна активістка з Папуа-Нової Гвінеї (PNG). Колишній член провінційного уряду провінції Мілн-Бей, вона особливо відома своїми кампаніями проти промисловості олійної пальми. Зовсім недавно вона брала активну участь у Papua Hahine Social Action Forum, групі, яка бореться проти гендерного насильства.

## Активізм
Матильда Пілакапіо родом з Лейлеяфи в провінції Мілн-Бей. Вона працювала в уряді провінції Мілн-Бей і деякий час була членом ради маркетингової ради Копра PNG. До активної діяльності вона вперше залучилася у 2007 році, коли дізналася, що лісозаготівельна компанія  хоче вилучити корінні види чорного дерева з острова Вудларк у провінції Мілн-Бей, з якою у неї були родинні зв’язки. Працюючи з Greenpeace, вона та інші організували успішну опозицію пропозиції. У 2007 році вона балотувалася як незалежна кандидат від Алотауського відкритого виборчого округу на загальнонаціональних виборах, але не була обрана. У тому році була обрана лише одна жінка, пані Керол Кіду.
Згодом Пілакапіо почала активно підтримувати фермерів у провінції Мілн-Бей у протистоянні практикам корпорації Cargill щодо виробництва олійної пальми, яка передбачала оренду звичайних земель компанією та фермерів, які тоді займалися виробництвом за контрактом. Вона стверджувала, що це спричиняє залежність від ненадійних світових ринкових цін і що монокультура, пов’язана з виробництвом олійної пальми, означає, що люди нехтують виробництвом продовольчих культур. Вона також стверджувала, що люди в провінції Мілн-Бей відмовилися від своїх прав на свою традиційну землю, не маючи чіткого уявлення, що вони підписують, і не маючи доступу до юридичної консультації. Пізніше вона також порушила питання про забруднення внаслідок діяльності пальмових олійних заводів і вплив торгівлі вуглецю на людей у PNG. У 2009 році за підтримки Rainforest Action Network Пілакапіо поїхала до Сполучених Штатів, щоб зустрітися з керівниками Cargill у Бостоні та Міннеаполісі.
У Мілн-Бей Пілакапіо очолювала низку організацій, зокрема Раду зі СНІДу Мілн-Бей, Жінки Мілн-Бей у сільському господарстві та Жіночу асоціацію Алотау. У 2013 році вона була рішучою прихильницею спроб Джулі Сосо, першої жінки-губернаторки країни, внести законопроєкт про заборону полігамії, стверджуючи, що серед інших переваг це може зменшити поширення ВІЛ/СНІДу в країні. Також вона працювала з Papua Hahine Social Action Forum, організацією, яка займається доглядом, консультуванням та підтримкою жертв насильства, головним чином жінок і дітей.

## Зовнішні посилання
- Пілакапіо розповідає про вбивство жінки в PNG [Архівовано 16 грудня 2021 у Wayback Machine.]
- Пілакапіо розповідає про свою роботу [Архівовано 16 грудня 2021 у Wayback Machine.]